# 바이킹 2호
바이킹 2호(Viking 2)는 화성으로의 바이킹 계획의 일부로서 바이킹 1호와 같이 궤도선과 착륙선으로 구성되어 있다. 1975년 9월 9일 발사되었다. 바이킹 2호 착륙선은 화성 표면에서 1281 화성일 동안 작동하다가 1980년 4월 11일에 전지가 다 소모되어 작동을 중단하였다. 궤도선은 1978년 7월 25일까지 작동하며 화성을 706번 돌며 약 16,000개의 사진들을 전송하였다.

## 임무의 개요
바이킹 2호는 1975년 9월 9일에 타이탄/센타우르 로켓으로 발사되었다. 333일의 항해 후에 화성에 도달해, 궤도에 들어가기 전에 바이킹 2호의 궤도선은 화성의 전체 모습을 보여주기 시작했다. 1976년 8월 7일에 궤도선은 1500×33,000 km, 주기 24.6시간의 화성 궤도에 투입되어 1976년 8월 9일에 27.3시간 주기에 근점이 1499 km, 경사각이 55.2도의 궤도로 조정되었다. 후보지의 촬영이 개시되어 이러한 영상과 바이킹 1호의 궤도선의 영상에 근거해 착륙 지점이 선택되었다.
1976년 9월 3일에 착륙선이 궤도선으로부터 분리되어, 22:37:50 UT 에 유토피아 평원에 착륙했다. 정상 동작에서는 궤도선과 착륙선을 접속시키는 구조물(바이오 실드)은 분리 후에 떨어지게 되어 있었지만, 분리 시의 문제에 의해 바이오 실드는 궤도선에 그대로 남겨졌다. 궤도 경사각은 1976년 9월 30일에 75도까지 늘려졌다.

### 궤도선
태양과의 합이 시작된 1976년 11월 8일에 궤도선의 최초 미션이 종료되었다가, 합이 끝난 후인 1976년 12월 14일부터 재개되었다. 1976년 12월 20일에는 근점을 778 km까지 내려 경사각이 80도까지 늘려졌다. 1977년 10월에는 데이모스에의 접근이 행해졌고, 1977년 10월 23일에는 근점을 300 km까지 내려 주기가 24시간으로 변경되었다. 궤도선은 자세 제어 가스를 방출하는 추진 시스템으로부터 가스가 새어 버렸다. 궤도선은 화성을 706회 주회해 약 16,000개의 영상을 송신한 후, 1978년 7월 25일에 302 x 33176 km의 궤도에서 작동을 정지했다.

## 착륙선
1976년 9월 3일 19:39:59 UT 에, 착륙선과 보호 커버가 궤도선으로부터 분리되었다. 분리 시점에서, 착륙선의 속도는 4 km/s 정도였다. 분리 후에 로켓을 분사하고, 착륙선의 궤도 이탈이 개시되었다. 수시간 후, 착륙선의 고도는 약 300 km 로, 재돌입을 위해서 방향을 전환했다. 대기권의 통과에 수반해 증발성의 내열 보호물에 의한 보호 커버로 감속했다.
바이킹 2호의 착륙선은, 유토피아 평원에 있는 미에 크레이터로부터 약 200 km 서쪽인 북위 48.269도, 서경 225.990도, 적도 반경이 3397.2 km 로 편평률이 0.0105인 기준 타원체로부터의 표고 4.23 km의 지점(행성면좌표로 북위 47.967도, 서경 225.737도)에 22:58:20 UT (화성 지방시로 9:49:05 a.m.)에 착륙했다. 착륙시에는 약 22 kg의 추진제가 남아 있었다. 바위 혹은 매우 반사율이 높은 표면에 의해 레이다가 오인해, 착륙 시의 추진 장치로부터의 분사가 0.4초 길어졌다. 그 때문에 지면이 파손되었다. 착륙다리 1개가 바위 위에 내려졌기 때문에, 착륙선은 8.2도 기울었다. 착륙 후, 즉시 카메라 촬영이 개시되었다.
바이킹 2호의 착륙선은 화성 표면에서 1281 화성일 동안 운용되었다. 배터리의 고장 때문에 1980년 4월 11일에 작동을 정지했다.

## 같이 보기
- 화성 탐사